# Ivan Krylov
Ivan Andrejevitj Krylov, född 13 februari 1769 i Moskva, död 21 november 1844 i S:t Petersburg, var en rysk fabeldiktare, ytterst populär i Ryssland. Han har skrivit över 200 fabler. 
Krylov var son till en lågättad arméofficer och blev tidigt faderlös. Han fick en knapphändig uppfostran men skaffade sig med tiden betydande språkkunskaper. 16 år gammal fick han anställning i Sankt Petersburg och inledde sin litterära bana samma år genom att författa texten till en komisk opera. Senare ägnade han sig åt satirisk publicistisk verksamhet i Jonathan Swifts stil och utgav två tidskrifter 1792-93, vilka dock snart indrogs av censuren. Därefter försvann Krylov för 12 års tid från litteraturen.
Under Napoleontiden skrev Krylov två komedier som hade framgång, men hans egentliga område blev från 1805 fabeldiktningen. Inom denna intog han en rangplats. Krylovs första fabelsamling från 1809 innehöll 23 fabler. I den sista av honom själv ombesörjda upplagan från 1843 hade antalet vuxit till 197 (varav ungefär 1/3 omarbetningar av andra författares fabler).
1805-1810 översatte han fabler av Jean de La Fontaine.
Det finns ingen moral i hans fabler, men han skojade gärna med byråkrati, korruption och släkthögfärd. En av hans fabler handlar om gäss som satte näbben i vädret och inte ville slaktas för att deras förfäder kacklat på Capitolium och räddat Rom från gallerna. En i ryska sammanhang välkänd och ofta anförd fabel är den om svanen, gäddan och kräftan (Лебедь, Щука и Рак, 1814) som inte klarade att samarbeta.
Krylovs språk är folkligt, rikt och träffsäkert. 
Krylovs samlade arbeten utkom i 3 band, 1848, en ny kritisk upplaga i 4 band 1904-05.